# Oberonia dimorphophylla
Oberonia dimorphophylla är en orkidéart som beskrevs av Johannes Jacobus Smith. Oberonia dimorphophylla ingår i släktet Oberonia och familjen orkidéer.
Artens utbredningsområde är Moluckerna. Inga underarter finns listade i Catalogue of Life.